# Cataglyphis emeryi
Cataglyphis emeryi é uma espécie de inseto do gênero Cataglyphis, pertencente à família Formicidae.